# Över-Våltjärnen
Över-Våltjärnen är en sjö i Härnösands kommun i Ångermanland och ingår i Ångermanälven-Gådeåns kustområde. Sjön har en area på 0,0573 kvadratkilometer och ligger 120 meter över havet.

## Delavrinningsområde
Över-Våltjärnen ingår i det delavrinningsområde (696363-160373) som SMHI kallar för Mynnar i Mörtsjön. Medelhöjden är 173 meter över havet och ytan är 10,99 kvadratkilometer. Det finns inga avrinningsområden uppströms utan avrinningsområdet är högsta punkten. Vattendraget som avvattnar avrinningsområdet har biflödesordning 2, vilket innebär att vattnet flödar genom totalt 2 vattendrag innan det når havet efter 3,7 kilometer. Avrinningsområdet består mestadels av skog (90 procent). Avrinningsområdet har 0,49 kvadratkilometer vattenytor vilket ger det en sjöprocent på 4,4 procent.